# 宮崎揚弘
宮崎 揚弘（みやざき あきひろ、1940年4月15日-　）は、西洋史学者、慶應義塾大学名誉教授。
東京生まれ。本名・宮崎洋。慶應義塾大学文学部卒、同大学院文学研究科史学専攻博士課程満期退学。北海道教育大学釧路分校講師、助教授、慶應義塾大学商学部助教授、教授、2006年定年、名誉教授、帝京大学文学部教授。2011年退職。近世フランス史専攻。

## 著書
- 『フランスの法服貴族 18世紀トゥルーズの社会史』同文館出版 1994
- 『災害都市、トゥルーズ 17世紀フランスの地方名望家政治』岩波書店 2009
- 『ペストの歴史』山川出版社 2015

### 編著
- 『ヨーロッパ世界と旅』編 法政大学出版局 1997
- 『続・ヨーロッパ世界と旅』編 法政大学出版局 2001

### 翻訳
- アンリ・セー『18世紀におけるフランスの社会構造』宮崎洋訳 法政大学出版局 りぶらりあ選書 1971
- アーサー・ヤング『フランス紀行 1787,1788&1789』宮崎洋訳 法政大学出版局 叢書・ウニベルシタス 1983
- モニク・リュスネ『ペストのフランス史』工藤則光共訳 同文舘出版 1998
- アーサー・ヤング『スペイン・イタリア紀行』法政大学出版局 叢書・ウニベルシタス 2012